# 姫路野里商店街
姫路野里商店街（ひめじのざとしょうてんがい）は、兵庫県姫路市にある商店街。北野町、梅ヶ枝町、威徳寺町、大野町、野里寺町、鍛冶町にまたがっている。

## 概要

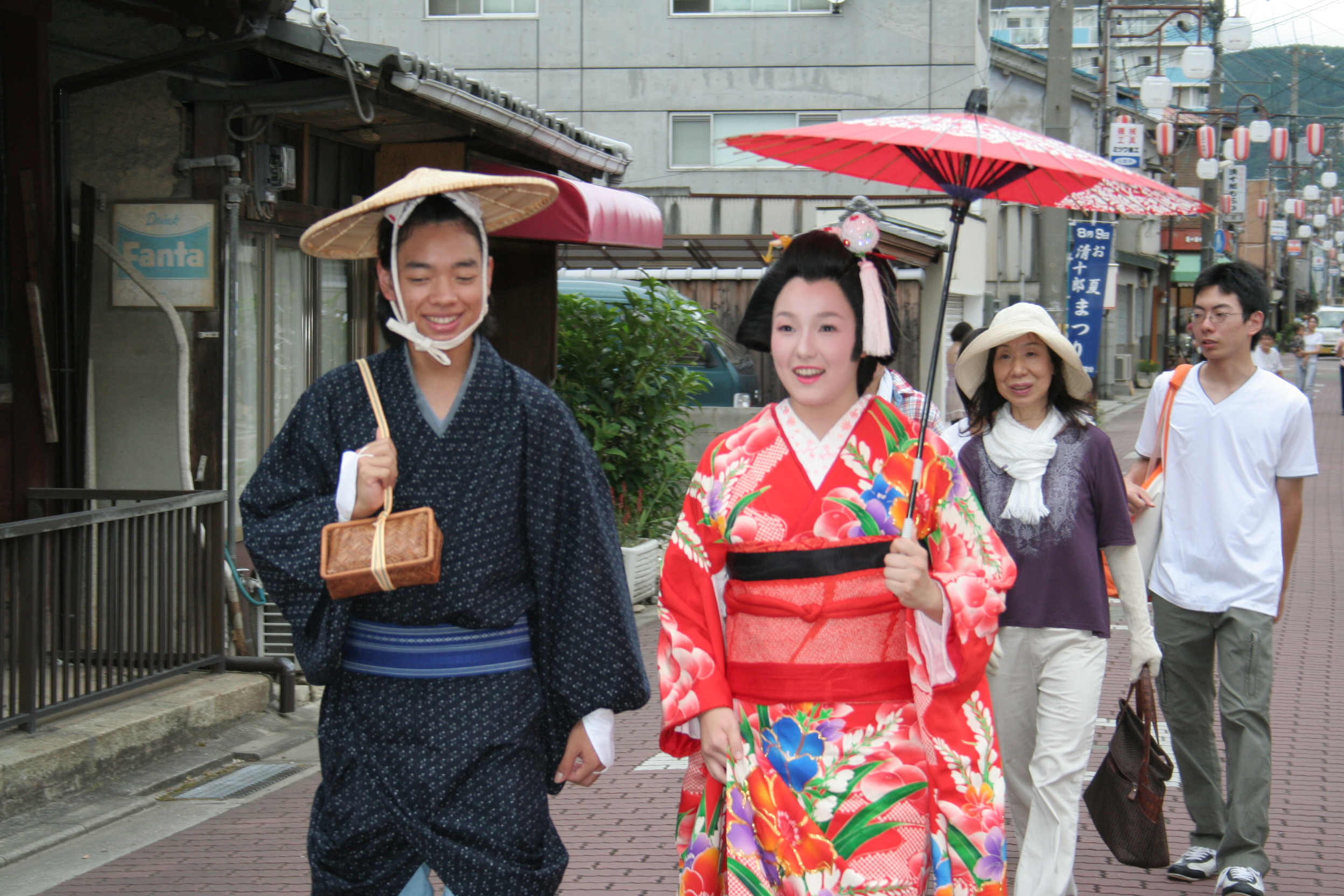
お夏清十郎祭り

姫路城から500mほど北東へ行ったところにあり、町割は古く池田輝政の時代にまでさかのぼる。かつては野里街道と呼ばれ、生野から姫路市街地・飾磨港までの主要な交通網となっていた。現在は隣に野里新道（兵庫県道518号砥堀本町線）が通る。観光施設は無いが、商店の中には特別展を開くなどしている店舗がある。
歴史的には姫路城下が整備される前からの人口集積地でもあり、古くから賑わっていた地域であったため、近代以降も姫路藩の城下町から外れた庶民の街として播州地方全体、果ては豊岡などからも人が来るほどの賑わいで、戦前には北端の梅ヶ枝町には遊廓があり、3と8のつく日には夜店が商店街の端から端まで並んでいたほどだったが、高度経済成長期をピークに1980年代後半頃から駅前や郊外に進出してきたスーパーや家電量販店に押され始めそれに車社会の到来が重なったために徐々に衰退していくこととなった。現在は1km程の通りの中に営業している店舗が約100店強あるが、閉店した店舗は仕舞屋となったり、取り壊して普通の住宅として再建されることが多いが、中には店舗をたたむと同時に引越しそのまま無人化、最終的に取り壊される店舗もある。2000年代に入ってからまちづくりの組織ができた。
太平洋戦争中に2度姫路市街地を襲った姫路空襲の被害に遭わなかったため、戦前や中には江戸時代から建つ古民家が多数存在し、歴史的な古文書、遺物が発見される可能性がある。また、虫籠窓の形一つにしても色々な意匠が見て取れ、姫路の古い建築の構造がよく分かる。特に威徳寺町にある魚橋呉服店の主屋ほか計8棟、野里寺町にある芥田家住宅主屋および同土蔵は国の登録有形文化財に登録されている。
毎年6月5日には梅ヶ枝町日吉神社でしょうぶ祭りが、8月9日には大野町南部～野里寺町北部にかけて「お夏清十郎祭り」が開かれる。明珍火箸の工房もこの通りにある。

## 近隣の主な建造物及び旧所名跡
- 姫路城
- 日本城郭研究センター・姫路市立城内図書館
- 兵庫県立歴史博物館
- シロトピア公園
- 固寧倉(こねいそう)
- 日吉神社
- 慶雲寺(光正寺・お夏清十郎比翼塚)
- 雲松寺
- 誓光寺

## 交通アクセス
- 神姫バス国立病院前経由を野里門・河間町・慶雲寺前・伊伝居・梅ヶ枝町のいずれかで下車、東へすぐ。